# Мацьків Теодор Іванович
Теодор Іванович Мацьків (30 травня 1918, Струтинь Верхній, Галичина (нині село у Калуському районі Івано-Франківської області) — 8 серпня 2011, Альбукерке) — український історик на еміграції, дослідник доби Богдана Хмельницького та Івана Мазепи, професор.

## Біографія
В 1938 закінчив Академічну гімназію у Львові. В 1939 — в складі польського війська. Далі опинився на Заході.
В Університеті Й. В. Гете (Франкфурт) студіював історію та славістику. У 1950 захистив дисертацію «Українське козацтво у світлі німецьких джерел у першій половині XVII ст.» і здобув ступінь доктора філософії.
1950 — виїхав до США, де продовжував студіювання в Сетонгольському університеті, а також в інших вищих навчальних закладах.
Викладав слов'янські мови та історію, зокрема, вів курс української мови та українську програму в Сетонгольському університеті (Ньюарк, штат Нью-Джерсі).
Викладав історію в одному з коледжів Швейцарії, був професором історії України в Акронському університеті (США, штат Огайо), Українському науковому центрі при Макворі університеті в Сіднеї (Австралія), він же був професором-гостем Гайдельберзького університету (ФРН), Українського Вільного Університету в Мюнхені.
1984 року Теодор Мацьків пішов на пенсію, але продовжував читати спецкурси з історії України в різних університетах, в тому числі в українських.

## Громадська діяльність
Є дійсним членом Українського Історичного Товариства (УІТ), починаючи від часів його створення, а згодом очолив Європейський відділ УІТ в Мюнхені. Крім того, він був організатором кількох наукових конференцій в Європі, проведених з ініціативи УІТ, що дали поштовх українознавчим дослідженням зарубіжних учених. Брав участь у 4-х Міжнародних конгресах істориків (Стокгольм, Відень, Сан-Франціско, Штутгард).

## Творча спадщина
Має понад 100 праць. Головна його увага скерована на дослідження питань історії Гетьманщини середини XVII — початку XVIII ст. Зокрема, крупні монографії присвячені вивченню документів щодо доби і особи гетьмана Івана Мазепи, зокрема:
- монографія «Мазепа в світлі сучасних йому німецьких джерел»
- книга «Князь Мазепа: Гетьман України в сучасних йому англійських виданнях» (англійською мовою)
- монографія «Англійські відомості про Мазепу, 1687—1709 р.»
- монографія з оглядом німецьких, австрійських, швейцарських, французьких, англійських та шведських джерел — «Гетьман Іван Мазепа в західноєвропейських джерелах 1687—1709»

За характеристикою Любомира Винара доктор Мацьків 
| є строгим документалістом, совісно аналізує перводжерела і тогочасну літературу і на основі цієї критичної аналізи в контексті історичної наукової методології насвітлює і реконструює історичні явища, події, особистості. |

## Основні праці
- Мацьків Т. Англійський текст Зборівського договору з 1649 року та інші вибрані статті. — Нью-Йорк ; Львів; Київ; Мюнхен, 1993. — С. 280.
- Mazepa im Lichte der zeit genoessischen deutschen Quellen / Записки Наукового Товариства ім. Шевченка. — Мюнхен, 1963. — Т. 174.
- Prince Mazepa: Hetman of Ukraine in Contemporary Englich Publications, 1687—1709. -Chicago, 1967.
- English. Reports on Mazepa, 1687—1709. — Nju-York; Munich; Toronto. — 1983.
- Гетьман Іван Мазепа в західноєвропейських джерелах 1687—1709. — Мюнхен, 1988.
- Мацьків Т. Англійський текст Зборівського договору… — С. II.